# George Bertram Cockburn
Pour les articles homonymes, voir George Cockburn.
George Bertram Cockburn est un chimiste et un pionnier de l'aviation, né à Birkenhead dans le Cheshire le 8 janvier 1872 et mort à Whitchurch, dans le Hampshire, le 25 février 1931.

## Biographie
George Bertram Cockburn est le fils de George Cockburn et de son épouse Catherine Jessie Bertram et naquit à Birkenhead. Il fait des études à l'école Loretto de Musselburgh entre 1887 et 1892 avant d'entrer au New College d'Oxford pour des études de chimie.

### Chimiste
Il entre au laboratoire de chimie de l'Hôpital Saint-George de Londres pour travailler avec Addyman Gardner sur les fenchones. Il publie quatre articles au Journal de la société de chimie,,,. sur les fenchones avant de publier en son nom un article en 1889.

### Aviateur

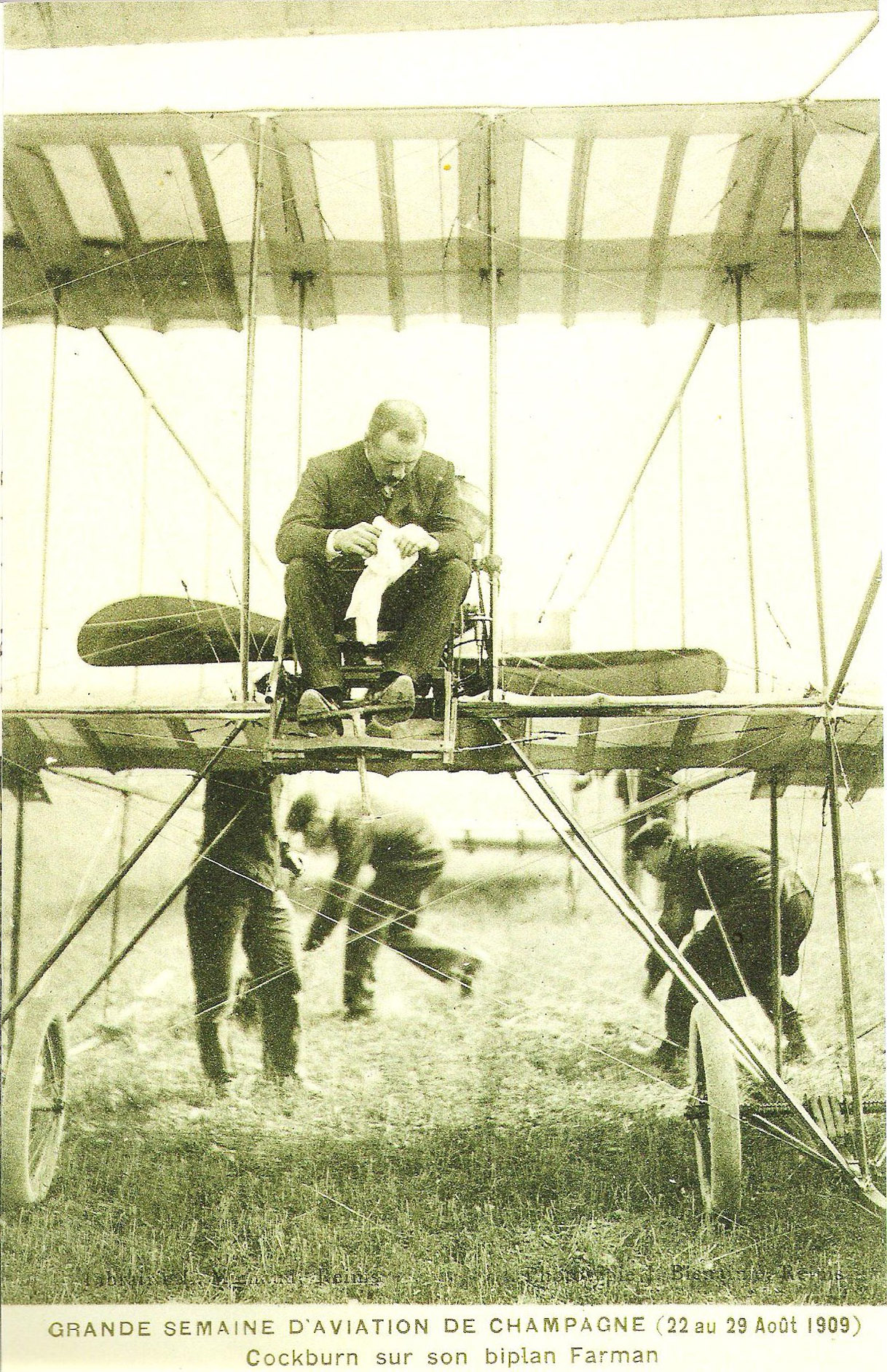
Pilotant l'aéroplane 32 lors de la Grande Semaine d’Aviation de la Champagne.

Il entre au Royal Aero Club en février 1909 puis va en France pour être l'élève de Farman à son école du Camp de Châlons. Son premier vol a lieu en juin et il participe à la Grande Semaine d’Aviation de la Champagne. Il s'inscrit à la coupe Gordon-Bennett mais son aéroplane fut endommagé. Il retourne en Grande-Bretagne avec un Farman III et en avril 1910 reçoit le brevet de pilote no 5 du Royal aéro-Club. Il est un promoteur actif de l'essor de l'aviation dans son pays en participant à des courses et au développement des performances des engins. Il est marqué par l'accident de Charles Rolls et en 1912 participe à la création du comité de prévention et d'étude des accidents (Royal Aero Club's Public Safety and Accidents Investigation Committee).

### École de pilotage
Depuis son retour de France en 1910 il se dévoue à l'enseignement du pilotage et a l'autorisation de louer un hangar adjacent au terrain de Salisbury, reproduisant ainsi le modèle de Farman, pour former à titre privé des militaires passionnés d'aéroplanes. Il fonde en 1910 avec le capitaine Fulton le premier aérodrome de l'armée. Puis, en 1911 est l'instructeur des quatre premiers pilotes de la marine à Eastchurch sur l'île de Sheppey.

### Inspecteur de l'aéronautique
Abandonnant, en 1913 son poste à la Chemical Society of London, il entre en 1914 comme inspecteur des aéroplanes pour la Direction de l'Inspection  Aéronautique du tout nouveau Royal Flying Corps pour l'ensemble de la Première Guerre mondiale, son poste étant à Farnborough. Il est décoré de l'Ordre de l'Empire britannique en 1918 pour ses services. Après la guerre il entre au Bureau enquête et accident du Ministère de l'Air,. Il meurt à Larksborough près de Whitchurch à l'âge de 59 ans.